# جينيفر إنغلاند
جنيفر إنغلاند (بالإنجليزية: Jen England)‏ (ولدت في 11 يوليو 1978) عارضة أزياء وممثلة أمريكية.

## روابط خارجية
- جينيفر إنغلاند على موقع IMDb (الإنجليزية)